# Sapogne-sur-Marche
Sapogne-sur-Marche is een gemeente in het Franse departement Ardennes (regio Grand Est) en telt 130 inwoners (1999). De plaats maakt deel uit van het arrondissement Sedan.

## Geografie
De oppervlakte van Sapogne-sur-Marche bedraagt 5,3 km², de bevolkingsdichtheid is 24,5 inwoners per km².
Het plaatsje ligt aan de Marche, een zijriviertje van de Chiers.
De onderstaande kaart toont de ligging van Sapogne-sur-Marche met de belangrijkste infrastructuur en aangrenzende gemeenten.

## Demografie
Onderstaande figuur toont het verloop van het inwonertal (bron: INSEE-tellingen).

Vanwege een beveiligingsprobleem met de MediaWiki Graph-software is het momenteel niet mogelijk deze grafiek weer te geven. Zodra de software is bijgewerkt zal de grafiek vanzelf weer zichtbaar worden.